# 1234년

## 연호
- 남송(南宋) 단평(端平) 원년
- 금(金) 천흥(天興) 3년
- 일본(日本) 덴푸쿠(天福) 2년 / 분랴쿠(文暦) 원년
- 쩐 왕조(陳朝) 티엔응찐빈(天應政平) 3년

## 기년
- 남송(南宋) 이종(理宗) 10년
- 금(金) 애종(哀宗) 11년 / 말제(末帝) 원년
- 고려(高麗) 고종(高宗) 21년
- 몽골 오고타이 칸 6년
- 쩐 왕조(陳朝) 태종(太宗) 10년

## 사건
- 2월 9일 - 송나라와 몽골 제국의 군대에 의해 금나라가 주멸
- 몽골 제국 기마대가 고려로 침입하다
- 도미니코가 성인의 반열에 오르다
- 최윤의가 상정고금예문을 편찬하다

## 탄생
- 6월 30일 - 고려의 문신 김훤(金晅)

## 사망
- 고려(高麗)의 왕족(王族) 회안공(淮安公)
- 고려(高麗)의 승려(僧侶) 혜심(慧諶)